# غاري دونالدسون
غاري دونالدسون هو لاعب هوكي الجليد كندي، ولد في 15 يوليو 1952 في ترايل في كندا.

## وصلات خارجية
- غاري دونالدسون على موقع دوري الهوكي الوطني (الإنجليزية)
- غاري دونالدسون على موقع EliteProspects.com (الإنجليزية)
- غاري دونالدسون على موقع HockeyDB.com (الإنجليزية)
- غاري دونالدسون على موقع Hockey-Reference.com (الإنجليزية)